# Château de la Lorie
Pour les articles homonymes, voir Lorie (homonymie).
Le château de la Lorie est un château situé à La Chapelle-sur-Oudon, en France.

## Localisation
Le château est situé dans le département français de Maine-et-Loire, à La Chapelle-sur-Oudon sur la commune de Segré-en-Anjou Bleu.

## Historique
Le 21 juillet 1795, au cours de la bataille de Segré, une colonne républicaine tombe dans une embuscade tendue par les chouans près du château de la Lorie et perd plus d'une centaine d'hommes.
L'édifice est inscrit au titre des monuments historiques en 1975 et classé en 1979.
Pendant la Seconde Guerre mondiale, ce château servit de cachette pour les œuvres du musée des beaux-arts de Rennes.